# Optique active

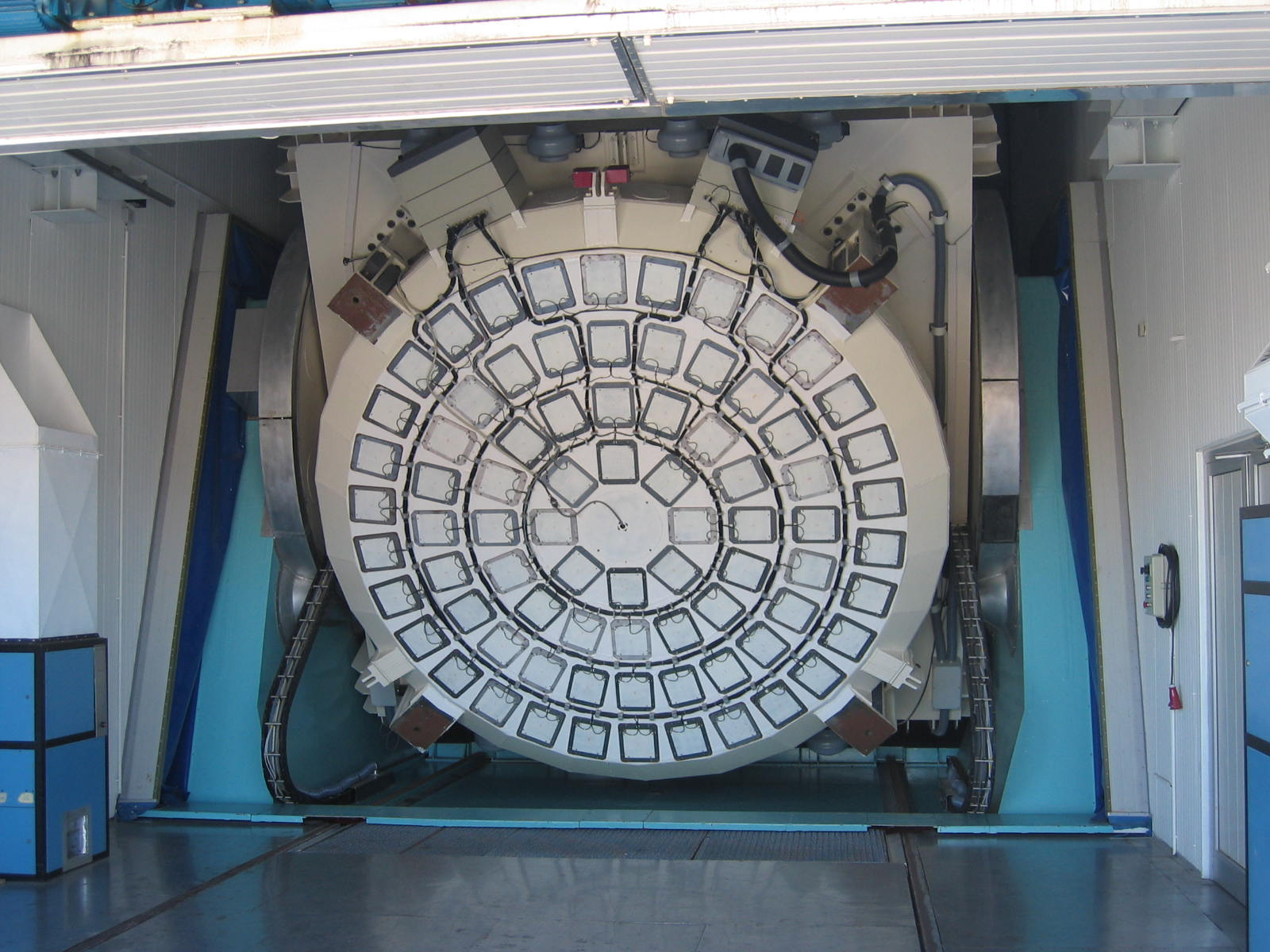
Miroir à optique active du New Technology Telescope à l'observatoire de La Silla (Chili)

Pour les articles homonymes, voir Optique (homonymie).
En astronomie, l'optique active désigne la technique qui consiste à corriger les déformations d'un miroir réflecteur, comme par exemple celles dues à son propre poids suivant son inclinaison, afin d'optimiser sa qualité d'image (mise au foyer), et corriger les différentes aberrations optiques (comme la coma, l'astigmatisme, le trèfle etc). L'optique active ne doit pas être confondue avec l'optique adaptative qui consiste à corriger les déformations de l'image due à la turbulence atmosphérique en temps réel (c’est-à-dire avec une fréquence de quelques centaines de hertz). L'optique active est utilisée, parmi d'autres, par les télescopes suivants : Nordic Optical Telescope, New Technology Telescope à l'Observatoire de La Silla, les télescopes du Very Large Telescope et les Télescopes Keck situés à Hawaï.
La plupart des télescopes modernes sont des réflecteurs dont le premier élément est un grand miroir, appelé miroir primaire ou miroir objectif. Historiquement, une relation fixe entre le poids et le diamètre était utilisée, limitant ainsi leur diamètre maximum à 5  ou   6 mètres (200 à 230 pouces), comme à l'observatoire du Mont Palomar. 
Une nouvelle génération de télescopes utilise maintenant des miroirs beaucoup plus fins, tellement fins qu'ils ne sont pas capables de rester rigides dans une forme donnée par eux-mêmes. On utilise alors un réseau d'actionneurs sous le miroir pour maintenir (ou corriger) le miroir dans une forme optimale. En pratique, il suffit de choisir une étoile brillante et d'observer les défauts qu'elle présente pour ensuite activer les actionneurs afin de compenser les aberrations observées. Les distorsions du miroir peuvent être dues simplement à la gravité lorsque celui-ci est très incliné pour observer une étoile basse sur l'horizon.